# 名古屋マリオットアソシアホテル

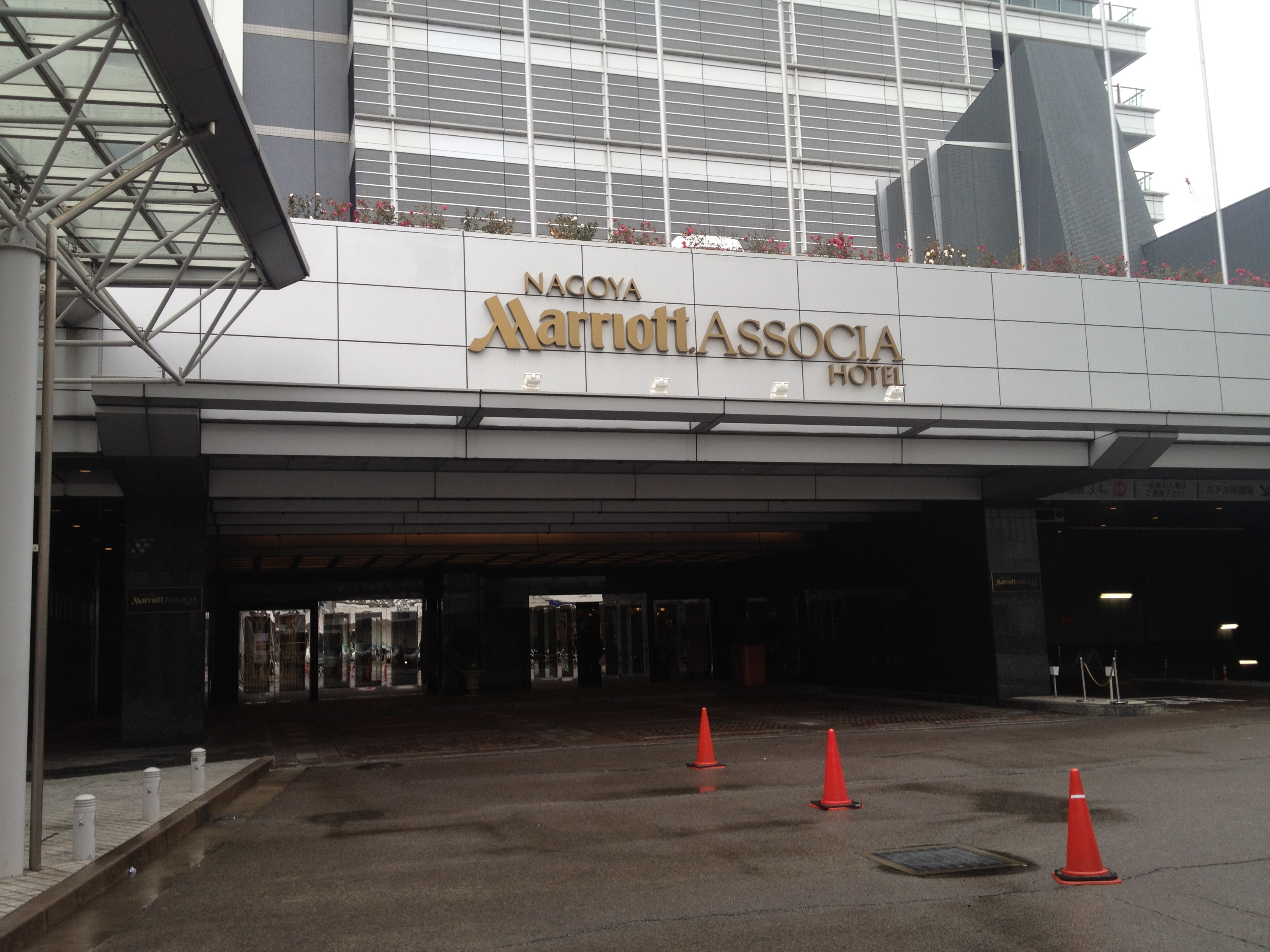
広小路口側エントランス

名古屋マリオットアソシアホテル（なごやマリオットアソシアホテル、英: Nagoya Marriott Associa Hotel）は、名古屋駅に併設されているJRセントラルタワーズホテル棟にあるホテルである。2000年（平成12年）5月にオープンした。

## 概要
東海旅客鉄道（JR東海）の子会社が運営するホテルの一つ。
ホテルフロントはJRセントラルタワーズの15階に位置し、計774室ある客室の平均面積は37平方メートルとゆとりを持った設定になっている。サービスの質を高めた特別なコンシェルジュフロアも35階〜37階、47階、48階、49階に設定している。
プラチナエリート以上のマリオット会員はクラブラウンジを利用できる。

## 施設
- 52F：フレンチレストラン/スカイラウンジ
- 51F：スカイバンケットルーム
- 20F〜49F：ゲストルーム（36Fビジネスセンター）
  - 35F〜37F、47F、48F、49F：コンシェルジュフロア
- 18F：フィットネスクラブ/エステティックサロン/レストラン
- 17F：婚礼施設
- 16F・17F：宴会場
- 15F：ロビー（JRセントラルタワーズスカイストリートに直通）
- 1F・2F：エントランス

## 備考
- チェックイン：15:00から
- チェックアウト：12:00まで

## 所在地
- 愛知県名古屋市中村区名駅一丁目1番4号